# Château de Colliston

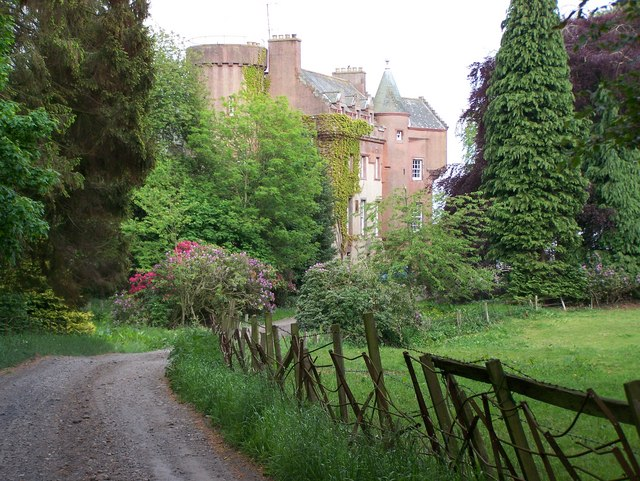
Le château de Colliston

Le château de Colliston est situé à 6 kilomètres d'Arbroath, la ville principale de la council area d'Angus, dans l'est de l"Écosse. Il fut édifié en 1545 pour David Beaton (1494-1546), archevêque de St Andrews, abbé de l'abbaye d'Arbroath et dernier cardinal écossais avant la Réforme anglicane.
Le bâtiment d'origine, une maison-tour de quatre étages, est construit selon un plan en Z. Il fut agrandi et modifié au cours des siècles suivants.
Colliston est aujourd'hui une propriété privée. Depuis 1971, il est un monument classé de catégorie B. 